# Kenneth II
Kenneth II d'Écosse (mort en 995), (gaélique : Cináed mac Máel Coluim), roi d'Écosse de 971 à 995.

## Origine
Kenneth II ou Cináed mac Maíl Choluim est le fils de Malcolm Ier (mort en 954), le roi Dubh (mort en 966) est son frère aîné. Kenneth semble avoir épousé une femme issue de la lignée des Uí Dúnlainge roi du Leinster du nord. Il devient roi après la mort de Cuilén dans un combat contre les Bretons du royaume de Strathclyde et il règne 24 ans et deux mois.

## Règne

### Début de règne
Kenneth doit faire face pendant plusieurs années aux prétentions au trône d'Amlaíb, c'est-à-dire en vieux norrois Olafr, un frère de Cuilén, reconnu comme « rí Alban » par les Chroniques d'Irlande, qu'il tue en 977, mettant ainsi provisoirement un terme à deux décennies de conflits et de rivalités entre deux lignées de la famille royale : les descendants de  Constantin Ier (mort en 877), l'ancêtre de Kenneth II et ceux du roi Aed (mort en 878), à laquelle appartient Cuilén son prédécesseur. Ses  places fortes, à l'instar des autres monarques de sa branche de la maison de Kenneth Mac Alpin, se situent principalement au nord de la Tay.

### rí Alban
Kenneth entreprend immédiatement des expéditions de pillage contre le royaume de Strathclyde, mais selon la Chronique des Rois d'Alba ses forces terrestres subissent un sérieux revers à « Moin Uacoruar », lieu non identifié
Il reprend également sa politique d'agression en Angleterre. La Chronique des Rois d'Alba indique qu'il razzie la « Saxonia » jusqu'à Stainmore et les « lacs de Derann », certainement deux lacs de Cumbria, Derwentwater et Bassenthwaite. À cette occasion, il capture ou obtient en otage un « fils du roi des Saxons » qu'Alex Woolf identifie comme un fils de Eadwulf Evilcild ealdorman de Bamburgh ou de Waltheof.
Le récit contemporain de la soumission des princes gallois au roi Edgar à Chester en 973 semble avoir été élaboré par Florence de Worcester de manière à y inclure également Kenneth II comme l'un des rois qui reconnaissent sa suprématie en ramant dans la barque dont Edgar tient symboliquement le gouvernail. Ce qui est par contre certain, c'est que le roi Edgar vers 975 reconnaît formellement l'autorité de Kenneth II sur le Lothian qui avait été annexé  sous son prédécesseur par le royaume d'Écosse après qu'Édimbourg soit tombée entre les mains du roi Indulf entre 954 et 962. Il est cependant possible que le Lothian ait été temporairement occupé par les comtes de Northumbrie dans la dernière année du règne de Kenneth II en 994–995.
Selon la saga des Orcadiens, les mormaers (chefs de clan, comtes) de Kenneth sont engagés, durant son règne, dans un conflit contre Sigurd Digri, Jarl des Orcades, pour la possession du Caithness et d'autres districts du nord. Les Écossais n'obtiennent aucun succès durable dans cette lutte.

### Relations avec l'église
Kenneth II est également un bienfaiteur de l'église et il fonde le monastère de Brechin, en Angus, peut-être comme une communauté de Céli Dé: car ces Céli Dé ou Culdee le contrôlent jusqu'au début du XIIIe siècle. Il demeure cependant conjectural que Brechin ait été fondé pour des raisons stratégiques plus que pour des motifs religieux. Sa situation au nord de Strathmore, dans la large et fertile vallée qui s'étend du nord-est de Gowrie, au nord de Perth, aux Mearns dans le moderne Kincardineshire, est sans doute dans un territoire contesté.

### Fin de règne et mort
Kenneth II entre dans un conflit dans le Strathmore (en) qui sera la cause de sa mort. Il est réputé avoir tué à Dunsinane en Gowrie le fils unique de Finguala ou Finella, la fille de Conchobar ou Conchar, comte d'Angus. Par vengeance, Finguala organise le meurtre de Kenneth II en 995 à Fettercairn dans les Mearns, l'actuel Aberdeenshire, pas très loin de Fetteresso où avait été tué son propre père Malcolm Ier, ce qui permet de penser que l'aristocratie locale était favorable au parti d'Indulf.
Selon Jean de Fordun, cette conspiration aurait été ourdie, en fait, par le futur Constantin III d'Écosse, fils de Cuilén, petit-fils d'Indulf et Giric le petit-fils de Dubh.

## Union et postérité
De son épouse irlandaise, peut-être issue de la dynastie des Uí Dúnlainge de Leinster, Kenneth laisse au moins un fils, Malcolm II, roi des Scots de 1005 à 1034.
Contrairement à l'hypothèse de Alfred P. Smyth, selon Dauvit Broun, Boite mac Cinaeda serait probablement un autre fils de Kenneth II plus qu'un fils de Kenneth III, mais sans doute né d'une autre mère.
Alex Woolf évoque aussi les deux possibilités mais il estime que le « scenario » qui fait de Gruoch la petite-fille de Cináed mac Duibh lui semble préférable. En tout état de cause, Boite a un petit-fils anonyme qui est tué par Malcolm II en 1033  et également une fille, Gruoch, qui épouse successivement, Gillacomgain mac Maelbrigte, roi de Moray (mort en 1032), et Macbeth, roi de Moray et roi des Scots (mort en 1057).
Kenneth II est peut-être également le père du « Dunghal mac Cinaedh » dont la mort est relevée en 998 par les Annales des quatre maîtres:
Dunghal mac Cinaedh [mac Mael Coluim ?] a été tué par Gillacoimghim mac Cinaedh'[mac Duhh ?].